# Lyra McKee
Lyra McKee, född 31 mars 1990 i Belfast, död 18 april 2019 i Derry, var en nordirländsk journalist som skrev om konflikten i Nordirland. Den 18 april 2019 sköts hon till döds i bostadsområdet Creggan, då hon bevakade oroligheterna i Derry.